# Giovanni Giraud
Giovanni Giraud (* 28. Oktober 1776 in Rom; † 1. Oktober 1834 in Neapel) war ein  italienischer Lustspieldichter.
Giovanni Giraud, aus französischer Familie stammend, trat 1793 in Kriegsdienste und erhielt eine Offizierstelle, schrieb nebenbei eine Reihe von Lustspielen, die in Venedig mit lebhaftem Beifall aufgeführt wurden, und wurde infolgedessen 1809 von Napoléon zum Generalintendanten aller Theater im Departement jenseits der Alpen ernannt.
Nach dem Sturz des Kaisers betrieb er Handelsunternehmungen, wodurch er ein ansehnliches Vermögen erwarb, und starb am 1. Oktober 1834 in Neapel. Giraud erscheint als ein Nachahmer Molières, aber von der derb-komischen Seite, und seine Stücke sind durch eine wirksame Situationskomik ausgezeichnet. Als die bekanntesten derselben (gesammelt als Teatro, Mailand 1823, 3 Bände) sind zu nennen:
- L’ajo nell’imbarazzo (deutsch von Hell: Der Hofmeister in tausend Ängsten), vertont von Gaetano Donizetti im Jahr 1824, (deutscher Operntitel: Der Erzieher in Verlegenheit)
- Il prognosticante fanatico (eine lustige Persiflage der Lavaterschen Physiognomik)
- La capricciosa confusa
- La conversazione al bujo
- Don Desiderio disperato per eccesso di buon cuore (1809), vertont von Giuseppe Mosca (Neapel 1816), Francesco Morlacchi (Dresden 1829), Giuseppe Curcio (Venedig 1838) und Józef Michał Poniatowski (Don Desiderio, Pisa 1840)[1]